# غار موسوم به شیخ علی
غار موسوم به شیخ علی مربوط به دوره ساسانیان است و در شهرستان مرودشت، ۶۰۰ متریتری حاجی‌آباد، شمال غربی استخر واقع شده و این اثر در تاریخ ۱۸ تیر ۱۳۱۱ با شمارهٔ ثبت ۱۸۳ به‌عنوان یکی از آثار ملی ایران به ثبت رسیده است.